# Selaginella helvetica
Selaginella helvetica là một loài dương xỉ trong họ Selaginellaceae. Loài này được L. Spring mô tả khoa học đầu tiên năm 1838.

## Hình ảnh

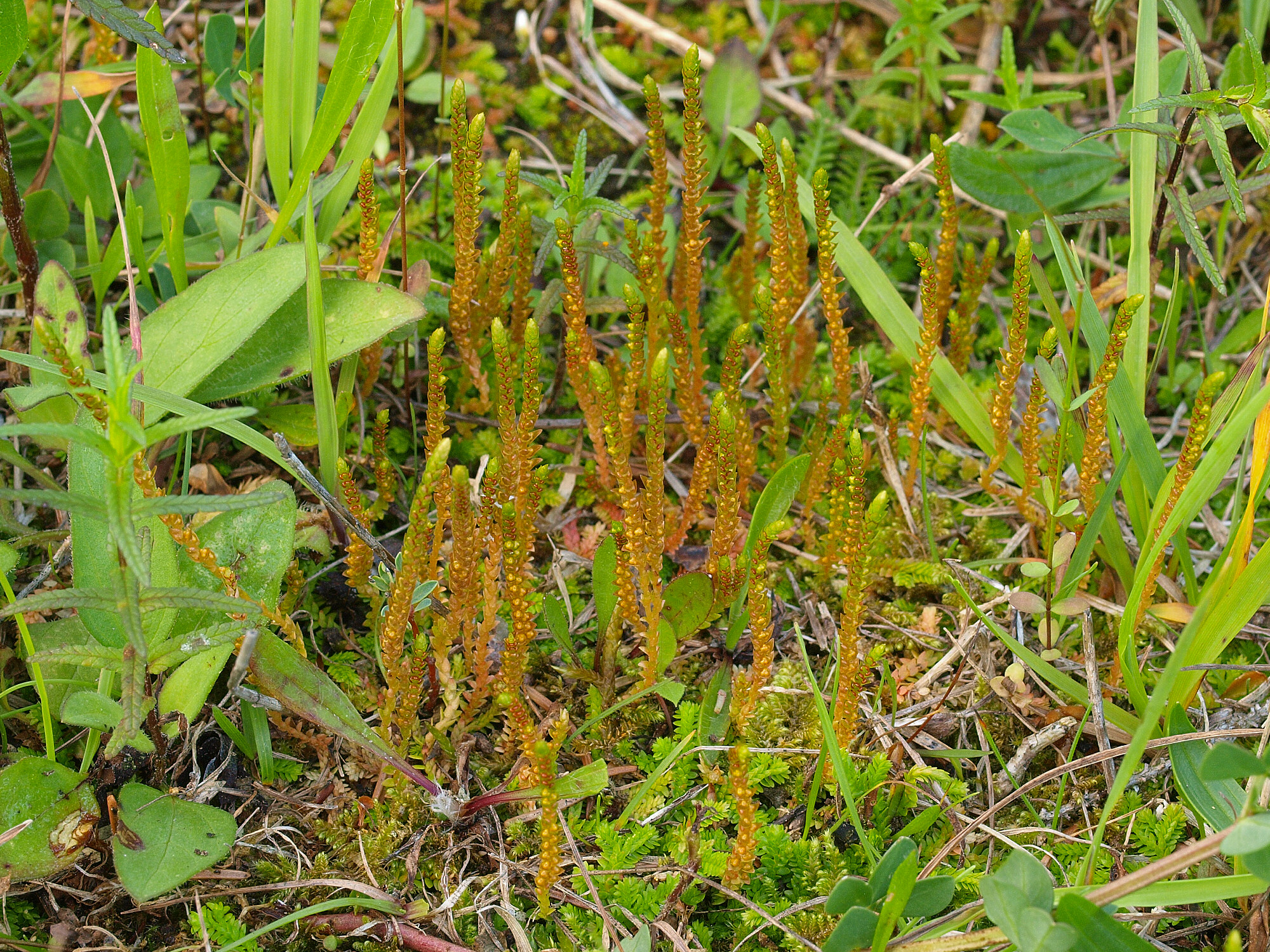
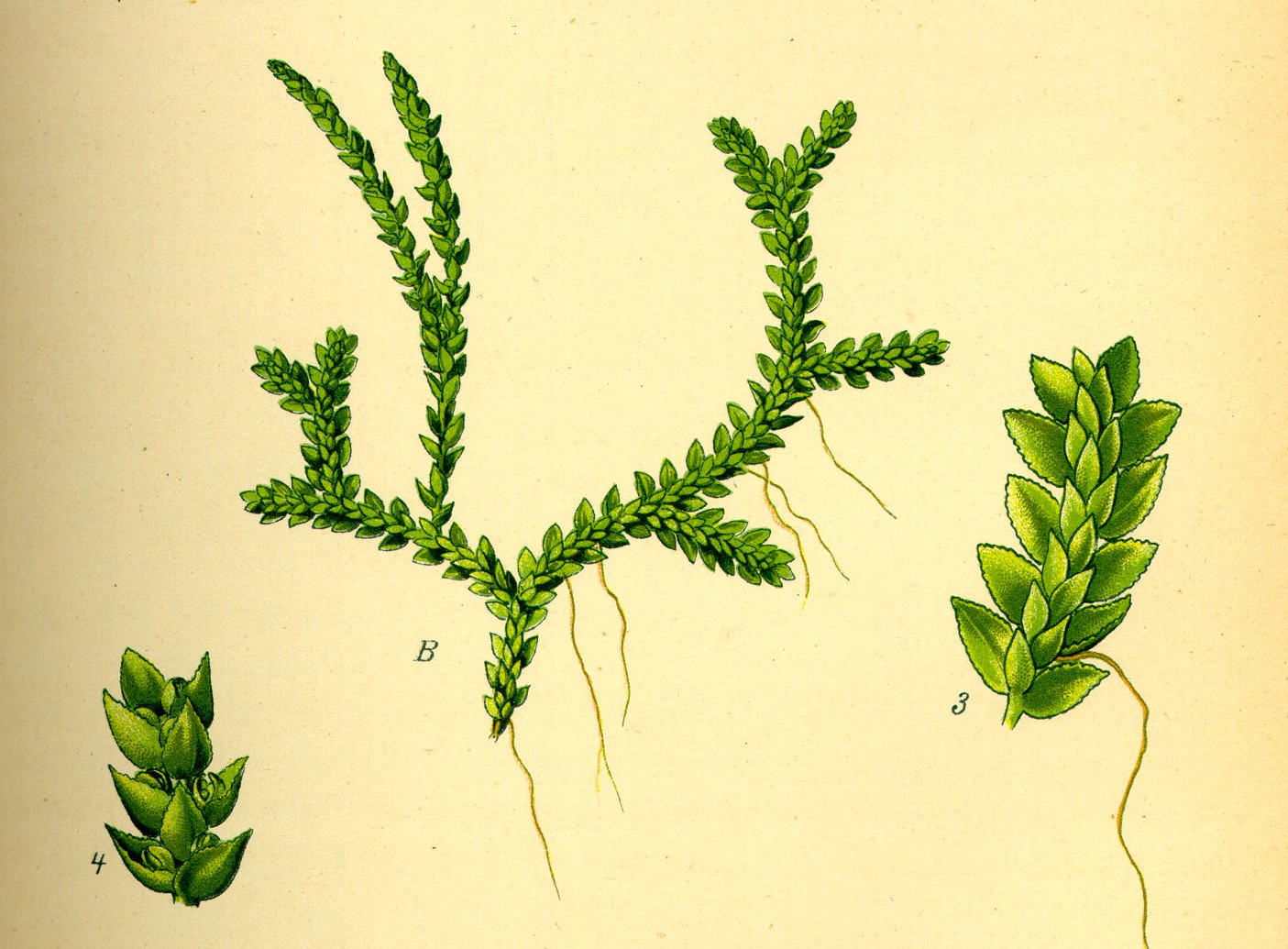
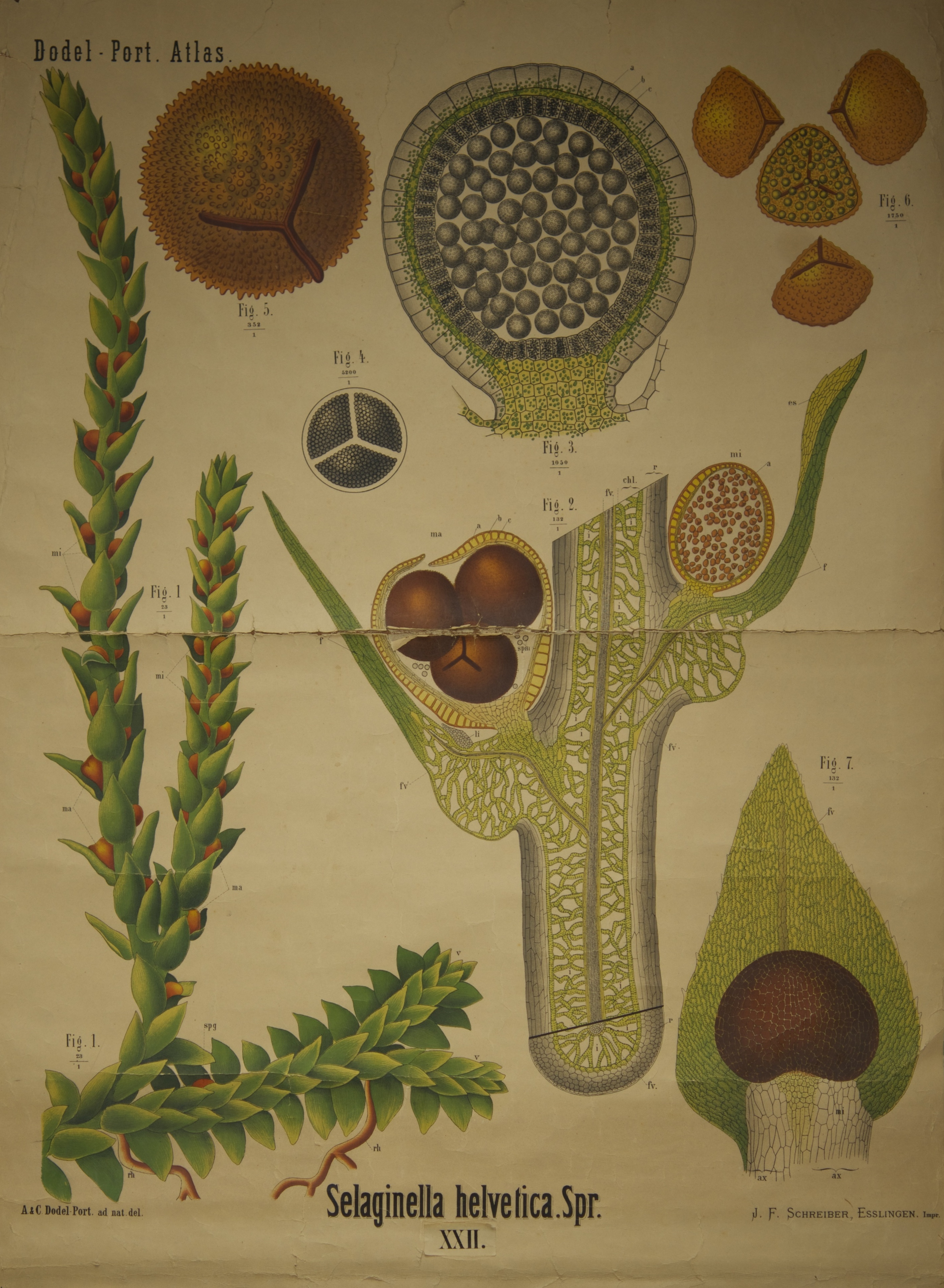